# Verkiezingen voor de XIIe Opperste Sovjet van de Wit-Russische Socialistische Sovjetrepubliek
De verkiezingen voor de XIIe Opperste Sovjet van de Wit-Russische Socialistische Sovjetrepubliek van 1990 vonden in maart van dat jaar plaats. In totaal streden 1.427 kandidaten voor de 310 zetels. Daarnaast waren er in totaal nog 50 zetels gereserveerd voor veteranenorganisaties en organisaties voor mensen met een handicap. Kandidaten hoefden niet lid te zijn van de CPSU om mee te doen aan de verkiezingen; ook partijloze kandidaten mochten meedoen. Omdat na de tweede ronde nog steeds niet het vereiste quorum was bereikt, volgden aanvullende verkiezingen in districten op 22 april, 5, 10 en 14 mei. Na de laatste aanvullende verkiezing bleven er nog altijd 32 zetels vacant.

## Zetelverdeling
| Zetelverdeling Opperste Sovjet van Wit-Rusland (1990) | Zetelverdeling Opperste Sovjet van Wit-Rusland (1990) | Zetelverdeling Opperste Sovjet van Wit-Rusland (1990) |
| Fractie                                               | %                                                     | Zetels                                                |
| ----------------------------------------------------- | ----------------------------------------------------- | ----------------------------------------------------- |
| Communisten en bondgenoten                            |                                                       | 302 / 360                                             |
| Wit-Russisch Volksfront                               |                                                       | 26 / 360                                              |
| Vacant                                                |                                                       | 32 / 360                                              |
| Totaal                                                | 100%                                                  | 360                                                   |
| Bron: Uitslag                                         |                                                       |                                                       |

## Bron
- (bg)  Якім ён быў, парламент па-беларуску, чвэрць стагоддзя таму? Вярхоўны Савет XII склікання, 1990—1995